# Marie Modiano
Marie Modiano, född 1 september 1978 i Paris, Frankrike, är en fransk sångerska och författare.
Modiano växte upp i Paris. Hon studerade drama vid Royal Academy (RADA) i London och arbetade i några år som skådespelare. Bland annat hade hon en biroll i La vie privée, en filmatisering av Henry James-novellen Private Life (i regi av Modianos äldre syster Zina). Under senare år har hon huvudsakligen arbetat som singer-songwriter och har släppt flera album. År 2012 debuterade Modiano som författare med diktsamlingen Espérance Mathématique. Dikterna tonsattes 2013 av svenske maken Peter von Poehl. Samma år romandebuterade Modiano med Upsilon Scorpii. 
Marie Modiano är dotter till författaren och nobelpristagaren Patrick Modiano. Tillsammans med maken Peter von Poehl har hon en son och familjen är bosatt i Saint-Germain-des-Prés i Paris.

## Album
- I'm Not a Rose (2006)
- Outland (2008)
- Ram on a Flag (2013)
- Espérance Mathématique (2013)